# Кручина, Николай Ефимович
Николай Ефимович Кручи́на (14 мая 1928, с. Новопокровка, Хабарский район, Славгородский округ, Сибирский край, РСФСР, СССР — 26 августа 1991, Москва, СССР) — советский государственный и партийный деятель. Член ЦРК КПСС (1966—1971), член ЦК КПСС в 1976—1991 (кандидат в 1971—1976). Депутат Совета Союза Верховного Совета СССР (1966—1989) от Целиноградской области и Алтайского края. Народный депутат СССР. Герой Социалистического Труда (1973).

## Биография
Родился 14 мая 1928 в селе Новопокровка Хабарского района Славгородского округа Сибирского края РСФСР (ныне село упразднено, а территория входит в составе Алтайского края России), русский. Член ВКП(б) с 1949.
В 1953 году окончил Азово-Черноморский сельскохозяйственный институт.
С 1952 года первый секретарь Новочеркасского горкома, первый секретарь Каменского и Смоленского обкомов ВЛКСМ. Леонард Лавлинский, знакомый с Кручиной с 1956 года, вспоминал о тогдашнем Кручине — комсомольском работнике: «знали: если на такой-то шахте среди рабочих вспыхнуло недовольство, если у них возникли трения с начальством, обком партии посылал туда Кручину. Можно было с большой долей уверенности предсказать, что конфликт будет мирно разрешён, напряжённость снята».
Был направлен в качестве партийного агитатора участником событий в Венгрии 1956 года, за что отмечен орденом Боевого Красного Знамени (1957).
В 1959—1962 годах — завотделом сельской молодёжи ЦК ВЛКСМ.
В 1962—1963 годах — инструктор сельскохозяйственного отдела ЦК КПСС.
В 1963—1965 годах — секретарь Целиноградского областного комитета КП Казахстана.
С 1965 года — первый секретарь Целиноградского обкома КП Казахстана.
В 1978—1983 годах — первый заместитель заведующего сельскохозяйственным отделом ЦК КПСС В. А. Карлова.
С 1983 года — управляющий делами ЦК КПСС. («Вопрос о преемнике Павлова решался трудно. Черненко хотел поставить верного ему человека. Я настоял на назначении Кручины, которого знал много лет. Это был порядочный, очень неглупый, инициативный и в то же время осторожный человек. На него можно было положиться, и я доверял ему», — писал в своих воспоминаниях Горбачёв. Его «близость к М. С. Горбачёву не была для многих из нас секретом» — отмечал Рой Медведев. В его ведении находилась информация по хозяйственной деятельности партии, включая размещение денежных средств в западных банках.

## ГКЧП. Гибель

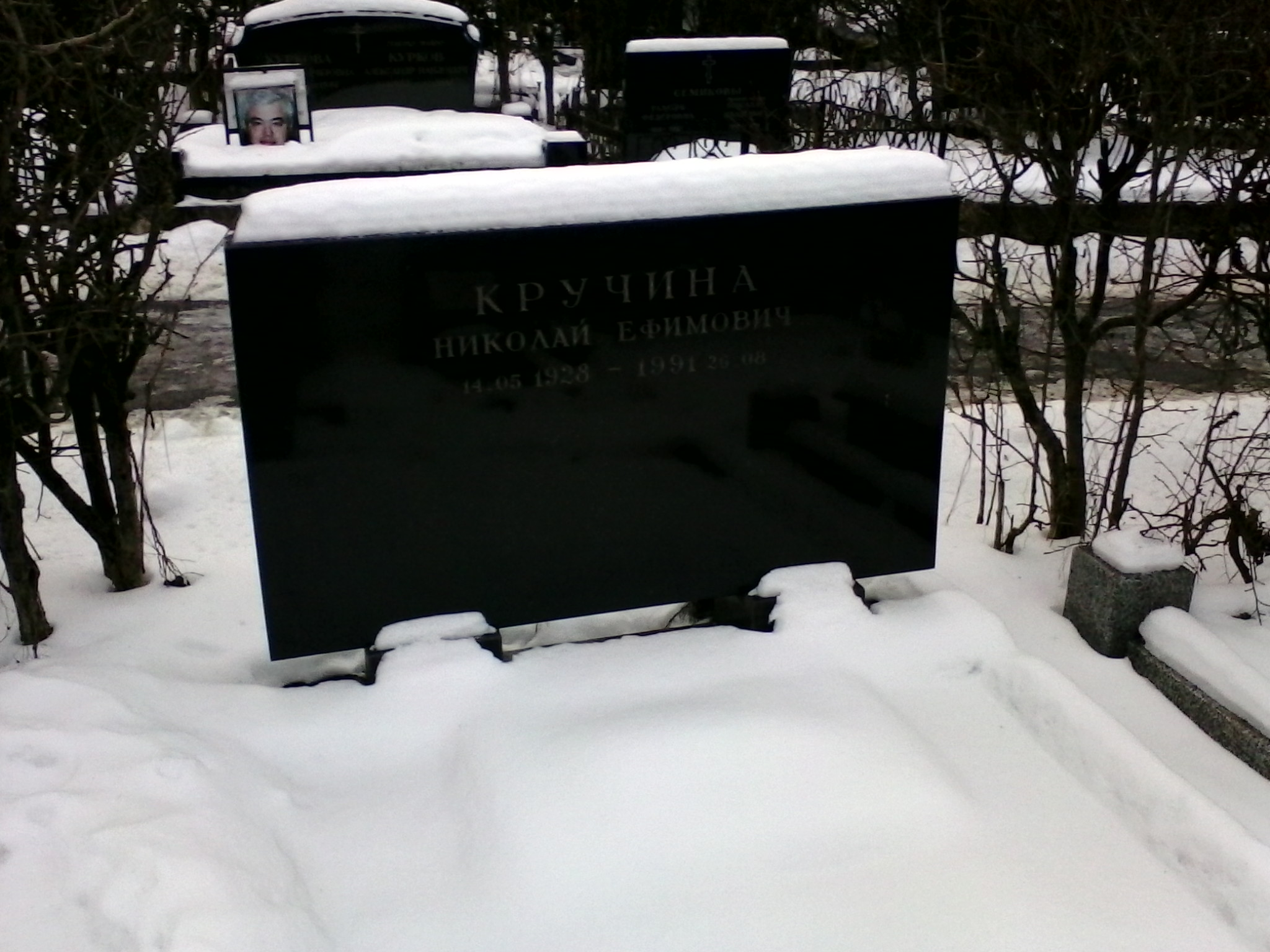
Могила Кручины на Троекуровском кладбище Москвы.

Свою встречу с ним 23 августа 1991 года, после окончания путча ГКЧП, при закрытии комплекса зданий ЦК КПСС, описал в своих воспоминаниях Евгений Савостьянов, а в ночь на 26 августа Н. Кручина выбросился с балкона своей квартиры на пятом этаже (дом № 13 по Плотникову переулку, недалеко от Арбата) и разбился насмерть. Тело было обнаружено рано утром недалеко от подъезда, «первый же осмотр тела и кабинета покойного показал, что он решил добровольно уйти из жизни».
Были почти сразу обнаружены и две предсмертные записки Кручины, одна из них находилась в квартире, другая, более подробная — при умершем, её обнаружили при осмотре тела в больнице: «Я не предатель и не заговорщик, — писал Кручина, — но я боюсь…», он заявлял также о своей преданности Горбачёву, что его совесть чиста, и он просит сообщить об этом народу.
Близкий тогда к нему Виктор Мироненко спустя годы говорил: «его то ли из окна выбросили, то ли он сам выбросился», и утверждал, что «у партии тогда на счетах было 10 миллиардов долларов». Михаил Полторанин также прямо говорит о том, что Кручина был убит, а не покончил жизнь самоубийством. Этой же версии придерживался бывший министр обороны СССР Д. Т. Язов.
Спустя чуть более месяца, 6 октября 1991 года, подобным же образом покончил с собой его предшественник по последней должности 80-летний Г. С. Павлов — шагнул из окна своей квартиры в доме в Гранатном переулке, а 17 октября выпал из окна собственной квартиры 12-этажного дома по улице Лизы Чайкиной Дмитрий Лисоволик, заведующий сектором США международного отдела ЦК КПСС. Через Лисоволика также проходили огромные суммы, которые оседали на тайных счетах американских коммунистов.
Похоронен на Троекуровском кладбище (участок № 2).

## Награды
- звезда Героя Социалистического Труда (1973)
- 4 ордена Ленина (25.10.1971, 13.12.1972, 10.12.1973, 13.05.1988)
- 2 ордена Трудового Красного Знамени (22.03.1966, 24.12.1976)
- 2 ордена «Знак Почёта»
- Орден Октябрьской Революции (15.12.1982)